# Гарсия, Хордан
Хорда́н Хавье́р Гарси́я Бонне́т (исп. Jordan Javier García Bonnet; род. 20 июня 2005, Эль-Ретен, Магдалена) — колумбийский футболист, вратарь клуба «Форталеса Сипакира».

## Клубная карьера
Гарсия — воспитанник клуба «Форталеса Сипакира». 15 марта 2023 года в поединке Кубка Колумбии против «Унион Магдалена» Хордан дебютировал за основной состав. 20 марта в матче против «Льянерос» он дебютировал в колумбийской Примере B. По итогам сезона игрок помог команде выйти в элиту. 18 февраля 2024 года в матче против «Индепендьенте Медельин» он дебютировал в Кубке Мустанга.

## Международная карьера
В 2025 году в составе молодёжной сборной Колумбии Гарсия принял участие в молодёжном чемпионате Южной Америки в Венесуэле. На турнире он сыграл в матчах против команд Парагвая, Эквадора, Боливии, Чили, Аргентины и дважды Бразилии.